# Nikolàievsk de l'Amur
Nikolàievsk de l'Amur (rus: Николаевск-на-Амуре, Nikolàievsk na Amure) o simplement Nikolàievsk és una ciutat del krai de Khabàrovsk, a l'Extrem Orient de Rússia. Es troba a la vora del riu Amur, a 977 km de Khabàrovsk i a 582 km de Komsomolsk de l'Amur.

## Història
Fou fundat per Guennadi Nevelskoi el 13 d'agost del 1850 un primer establiment rus, segurament precedit pel poble manxú de Fuiori, en honor de l'emperador rus Nicolau I. El 1856 la localitat rebé els drets municipals i fou reanomenada Nikolàievsk na Amure quan s'establí la província de Primórie. L'almirall Vassili Zavoiko supervisà la construcció de la base naval de Nikolàievsk.
La vila es desenvolupà com un important port de comerç i fou el centre administratiu de la regió fins que passà a ser Khabàrovsk el 1880. Anton Txékhov, que visità la vila durant el seu viatge cap a Sakhalín el juliol de 1890, fou testimoni del seu declivi. La descrigué en el seu primer capítol de l'obra L'illa de Sakhalín. La vila, però, es refeu a partir del 1896 gràcies a la descoberta d'or i de l'establiment de pesqueries de salmons.
El 1913 Nikolàievsk ja tenia 14.400 habitants. Durant la Guerra Civil Russa la població caigué de 15.000 a 2.000 habitants després de les massacres de l'Incident de Nikolàievsk de 1920. El poder dels soviets s'imposà a la vila finalment el 1922 després de marxar les tropes japoneses.

## Demografia
| 1863  | 1897  | 1926  | 1979   | 2002   | 2014   | 2015   |
| ----- | ----- | ----- | ------ | ------ | ------ | ------ |
| 5 547 | 5 684 | 7 356 | 33 529 | 28 492 | 20 774 | 20 274 |

## Geografia

### Clima
| Paràmetres climàtics mitjans de Nikolàievsk na Amure | Paràmetres climàtics mitjans de Nikolàievsk na Amure | Paràmetres climàtics mitjans de Nikolàievsk na Amure | Paràmetres climàtics mitjans de Nikolàievsk na Amure | Paràmetres climàtics mitjans de Nikolàievsk na Amure | Paràmetres climàtics mitjans de Nikolàievsk na Amure | Paràmetres climàtics mitjans de Nikolàievsk na Amure | Paràmetres climàtics mitjans de Nikolàievsk na Amure | Paràmetres climàtics mitjans de Nikolàievsk na Amure | Paràmetres climàtics mitjans de Nikolàievsk na Amure | Paràmetres climàtics mitjans de Nikolàievsk na Amure | Paràmetres climàtics mitjans de Nikolàievsk na Amure | Paràmetres climàtics mitjans de Nikolàievsk na Amure | Paràmetres climàtics mitjans de Nikolàievsk na Amure |
| Mes                                                  | Gen.                                                 | Feb.                                                 | Mar.                                                 | Abr.                                                 | Mai.                                                 | Jun.                                                 | Jul.                                                 | Ago.                                                 | Set.                                                 | Oct.                                                 | Nov.                                                 | Des.                                                 | Anual                                                |
| ---------------------------------------------------- | ---------------------------------------------------- | ---------------------------------------------------- | ---------------------------------------------------- | ---------------------------------------------------- | ---------------------------------------------------- | ---------------------------------------------------- | ---------------------------------------------------- | ---------------------------------------------------- | ---------------------------------------------------- | ---------------------------------------------------- | ---------------------------------------------------- | ---------------------------------------------------- | ---------------------------------------------------- |
| Temperatura màxima registrada °C (°F)                | 0,3 (32,5)                                           | −1,0 (30,2)                                          | 12,6 (54,7)                                          | 16,6 (61,9)                                          | 30,2 (86,4)                                          | 34,3 (93,7)                                          | 34,1 (93,4)                                          | 33,1 (91,6)                                          | 28,9 (84)                                            | 21,6 (70,9)                                          | 10,1 (50,2)                                          | 0,8 (33,4)                                           | 34,3 (93,7)                                          |
| Temperatura mínima registrada °C (°F)                | −42,2 (−44)                                          | −37,5 (−35,5)                                        | −30,8 (−23,4)                                        | −24,9 (−12,8)                                        | −9,2 (15,4)                                          | −1,1 (30)                                            | 4,1 (39,4)                                           | 0,6 (33,1)                                           | −4,1 (24,6)                                          | −15,5 (4,1)                                          | −33,2 (−27,8)                                        | −38,1 (−36,6)                                        | −42,2 (−44)                                          |
| Temperatura diària màxima °C (°F)                    | −17,4 (0,7)                                          | −13,7 (7,3)                                          | −5,5 (22,1)                                          | 2,7 (36,9)                                           | 10,5 (50,9)                                          | 19,1 (66,4)                                          | 22,0 (71,6)                                          | 21,7 (71,1)                                          | 16,2 (61,2)                                          | 6,5 (43,7)                                           | −5,9 (21,4)                                          | −15,1 (4,8)                                          | 3,4 (38,1)                                           |
| Temperatura diària mínima °C (°F)                    | −25,6 (−14,1)                                        | −23,7 (−10,7)                                        | −17,0 (1,4)                                          | −6,4 (20,5)                                          | 0,9 (33,6)                                           | 8,0 (46,4)                                           | 12,5 (54,5)                                          | 12,0 (53,6)                                          | 6,3 (43,3)                                           | −1,7 (28,9)                                          | −13,9 (7)                                            | −22,6 (−8,7)                                         | −5,9 (21,4)                                          |
| Precipitació total mm (polzades)                     | 43,9 (1,7)                                           | 30,4 (1,2)                                           | 33,9 (1,3)                                           | 34,7 (1,4)                                           | 51,3 (2)                                             | 48,9 (1,9)                                           | 56,7 (2,2)                                           | 84,3 (3,3)                                           | 82,9 (3,3)                                           | 84,6 (3,3)                                           | 58,9 (2,3)                                           | 52,4 (2,1)                                           | 662,9 (26,1)                                         |
| Font: Погода Николаевск-на-Амуре                     |                                                      |                                                      |                                                      |                                                      |                                                      |                                                      |                                                      |                                                      |                                                      |                                                      |                                                      |                                                      |                                                      |